# Ruthild Langhammer
Ruthild Langhammer (* 23. April 1940 in Friedland im Isergebirge, Reichsgau Sudetenland) ist eine deutsche Malerin.

## Leben
Langhammer nahm bis 1963 Unterricht bei Hubert Benatzky, Karl Marx und Joseph Jaekel in Köln.
Seit 1968 ist sie als freischaffende Künstlerin in Pressath tätig. Zu ihren Arbeitsgebieten zählen die Malerei, Gestaltung von Glasfenstern und Kunst am Bau. Seit 1996 sind Werke von ihr regelmäßig bei der Großen Ostbayerischen Kunstausstellung (GOK) zu sehen. Langhammer ist Mitglied im BBK Niederbayern/Oberpfalz. Ihr Mann Helmut Langhammer, mit dem sie auch gemeinsam ausstellt, stammt ebenfalls aus dem Sudetenland und ist Bildhauer.

## Einzelausstellungen (Auswahl)
- 1986: Kleine Galerie, Regensburg
- 1989: Bergbau- und Industriemuseum Ostbayern, Hammerschloss Theuern
- 1995: Dostlerhaus, Pressath
- 1997: Kleine Galerie, Regensburg
- 2000: Oberpfälzer Künstlerhaus, Schwandorf
- 2009: Kleine Galerie, Regensburg[2]
- 2011: Wieskapelle, Speinshart[3][4]
- 2013: Kleine Galerie, Regensburg[5]

## Auszeichnungen/Ehrungen

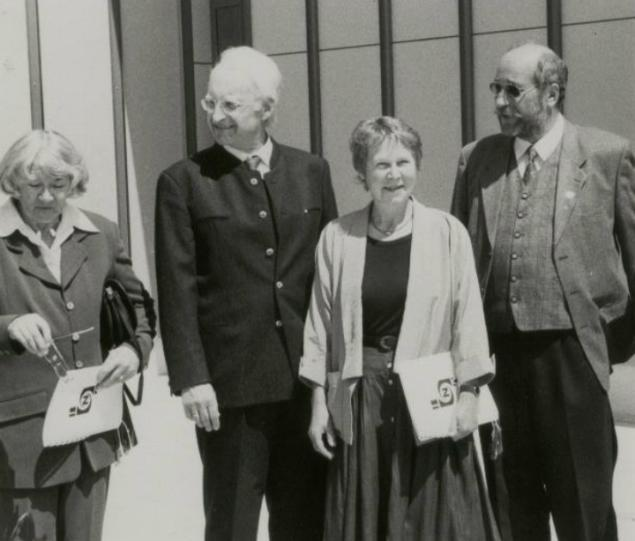
Nach der Verleihung des Nordgaupreises des Oberpfälzer Kulturbundes in Furth im Wald: von links: Margret Hölle, Bay. Ministerpräsident Edmund Stoiber, Ruthild Langhammer und Bernhard M. Baron

- 1986: Kulturförderpreis Ostbayern, OBAG
- 1993: Stipendium des Virginia Center for the Creative Arts (VCCA)
- 1998: Nordgaupreis des Oberpfälzer Kulturbundes in der Kategorie „Bildende Kunst“

## Ausstellungskataloge/Literatur
- 1989: Bergbau- und Industriemuseum Ostbayern, Theuern (Text: Joachim Merk)
- 2000: Oberpfälzer Künstlerhaus, Schwandorf (Text: Rupert D. Preißl)
- Oberpfälzer Kunstverein Weiden e. V. (Hrsg.): Kunst von hier : Künstler aus der Oberpfalz. Buch & Kunst Verlag Oberpfalz, 2007, ISBN 978-3-935719-80-3.[6]